# Stia
Stia ist ein Ortsteil von Pratovecchio Stia mit 2856 Einwohnern (Stand 31. Dezember 2013) in der Provinz Arezzo in der Region Toskana in Italien.

## Geografie

Lage der ehemaligen Gemeinde Stia in der Provinz Arezzo

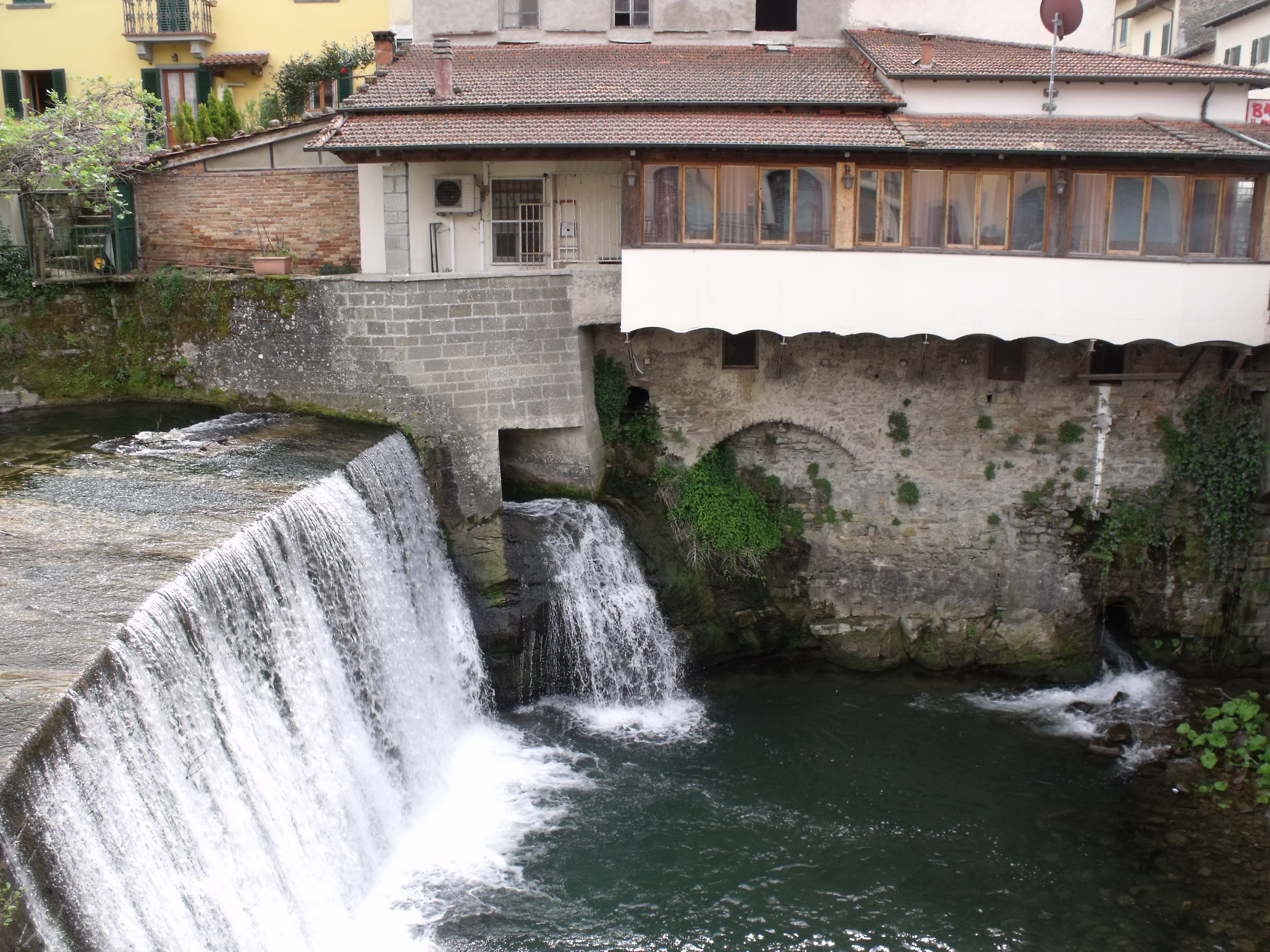
Der Fluss Staggia in Stia

Der Ort erstreckt sich über ca. 63 km². Er liegt ca. 40 km nordwestlich von Arezzo und 40 km östlich von Florenz, wo sich die Flüsse Staggia und Arno vereinigen.
Zu den weiteren Ortsteilen zählen Molin di Bucchio, Palazzo, Papiano, Papiano Alto, Porciano, Santa Maria alle Grazie und Vallucciole.
Die Nachbarorte sind Londa (FI), Pratovecchio, San Godenzo (FI) und Santa Sofia (FC).

## Geschichte
Der Ort ist Mitglied im Ring der Europäischen Schmiedestädte und in der Bewegung Cittàslow. Der Name leitet sich vom Fluss Staggia ab. Erste Erwähnung fand der Ort 1053 im Regestum Camaldulense. Die Grafenfamilie Guidi  errichtete 1230 die ersten Häuser am Ufer des Staggia. Der Ort blieb im Besitz der Guidi  bis 1402, als der Ort von der Republik Florenz unterworfen wurde. 1888 wurde der Ort von der Trasporto Ferroviario Toscano an das Eisenbahnstreckennetz zu Arezzo angeschlossen. Ab 1900 hatte zudem die Wollverarbeitung großen Einfluss auf den Ort. Am 1. Januar 2014 wurde der Ort, wie bereits von 1929 bis 1934, mit dem Nachbarort Pratovecchio zur neuen Gemeinde Pratovecchio Stia zusammengelegt.

## Söhne und Töchter des Ortes
- Anselmo Giabbani, * 1908 in Stia, Generalprior der Kamaldulenser
- Bernardo Tanucci * 1698 in Stia, neapolitanischer Staatsmann.